# Cultura de Kiev

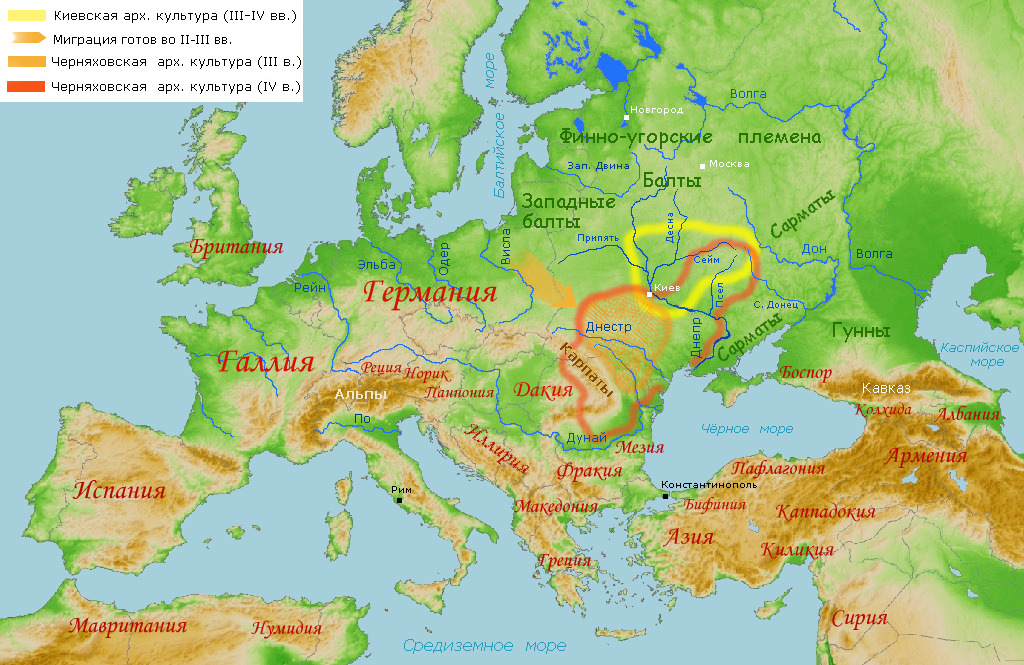
Cultura de Quieve em amarelo

A Cultura de Quieve é uma cultura arqueológica datada dos séculos III e V, batizada em homenagem a Quieve, capital da Ucrânia. É amplamente considerada como a primeira cultura arqueológica eslávica identificável. Foi contemporânea da Cultura de Cherniacove. Os assentamentos foram encontrados sobretudo junto às margens de rio, frequentemente em colinas altas ou bem na beira de rios.
Suas habitações eram sobretudo do tipo semi-subterrâneo (comum entre as primeiras culturas célticas e germânicas e depois entre as eslavas), frequentemente quadradas (aproximados 4 por 4 metros). Suas descendentes — Praga-Corchaque, Pencovca e Colochim — surgiram no século V. No entanto, há desacordo na comunidade científica sobre a identidade de suas predecessoras, com alguns historiadores e arqueológicos propondo ligação direta com a Cultura de Milogrado, outros com a Cultura de Chernoles (fazendeiros citas de Heródoto) através da Cultura de Zarubinets, e outros através das Culturas de Przeworsk e Zarubinets.